# Slaughter (amerikai együttes)
A Slaughter amerikai glam metal együttest Las Vegasban alapította a két egykori Vinnie Vincent Invasion-tag, Mark Slaughter és Dana Strum. A Chrysalis Records, miután felbontotta a 4 millió dolláros szerződését Vinnie Vincenttel, azt Marknak és Danának ajánlotta fel. 1989-re megtalálták a másik két tagot Tim Kelly és Blas Elias személyében.
Első lemezük, az 1990-es "Stick it to Ya" kétszeres platinalemez lett, valamint a The Billboard 200-as lista 18. helyét foglalta el. A következő albumuk már visszafogottabb sikereket produkált a zenei élet változása, valamint a grunge térhódításának következtében, így a lemez "csak" az aranylemez címig vitte.
Az eredeti felállás 1998-ban bomlott meg Tim Kelly elhalálozásának következtében. Tim egy autóbalesetben vesztette életét 1998. február 5-én, helyére Jeff "Blando" Bland érkezett.

## Diszkográfia
- Stick It to Ya (1990)
- The Wild Life (1992)
- Fear No Evil (1995)
- Revolution (1997)
- Back to Reality (1999)